# Tour de France 2014/5. Etappe
Die 5. Etappe der Tour de France 2014 fand am 9. Juli 2014 statt und führte vom belgischen Ypern über 152,5 km nach Arenberg-Porte du Hainaut. Im Verlauf der Etappe gab es einen Zwischensprint nach 97 km. Trotz fehlender Bergwertungen zählte die Etappe als kurze Mittelgebirgsetappe, es gingen 194 Fahrer an den Start. Der höchste Punkt der Etappe wurde nach 54 km bei Mouscron erreicht und lag auf einer Höhe von 57 m. Während der Etappe wurden auf den letzten 65,5 km sieben Kopfsteinpflaster-Abschnitte mit einer Gesamtlänge von 13 km befahren. Diese sogenannten Pavé-Sektoren werden während des Klassikers Paris–Roubaix in umgekehrter Richtung befahren. Der längste Sektor war 3,7 km lang und führte von Wandignies-Hamage nach Hornaing, der letzte Sektor von Hélesmes nach Wallers wurde erst fünf Kilometer vor dem Zielstrich bezwungen.

## Etappenverkürzung
Ursprünglich war die Etappe über 155,5 km geplant und sollte über neun Kopfsteinpflaster-Abschnitte mit einer Länge von 15,4 km führen. Aber da die Hölle des Nordens ihrem Namen alle Ehre machte, wurden aufgrund von schlechten Wetter- und Straßenbedingungen am Morgen vor der Etappe Sektor 7 mit einer Länge von 1.000 Metern bei Mons-en-Pévèle und Sektor 5, mit einer Länge von 1.400 Metern von Orchies nach Beuvry-la-Forêt führend, gestrichen. Damit verbleiben noch 13 km auf Kopfsteinpflaster, die gesamte Etappendistanz verringerte sich von ursprünglich 155,5 km um 3 km.

## Rennverlauf
Etwa fünf Kilometer nach Rennbeginn bildete sich eine neunköpfige Spitzengruppe, bestehend aus Lieuwe Westra (AST), Tony Martin (OPQ), Samuel Dumoulin (ALM), Janier Acevedo (GRS), Tony Gallopin (LTB), Marcus Burghardt (BMC), Rein Taaramäe (COF), Simon Clarke (OGE) und Mathew Hayman (OGE). Nach 28 gefahrenen Kilometern hatten sie 1:30 min Vorsprung auf das Hauptfeld. Bei Kilometer 29 stürzte Titelverteidiger Chris Froome (SKY) und musste anschließend lange kämpfen, um den Anschluss an das Hauptfeld wiederherzustellen. Auch bei den Ausreißern gab es Stürze: Martin und Acevedo kamen zu Fall, Acevedo wurde vom Feld eingeholt. Martin war nun Verfolger der Spitzengruppe; später gemeinsam mit Dumoulin, der eine Reifenpanne hatte und so abgehängt wurde. Etwa 50 Kilometer nach dem Start brach Marcus Burghardt seinen Ausreißversuch ab und fuhr im Peloton weiter. Dumoulin und Martin gelang es unterdessen, wieder Anschluss an die Spitzengruppe zu finden. Die sieben Führenden hatten weiter etwa anderthalb Minuten Vorsprung.
Bereits vor den Kopfsteinpflasterpassagen kam es bedingt durch die Nässe zu Stürzen, unter anderem mussten Alexander Kristoff (KAT), Sébastien Minard (ALM), Marcel Kittel (GIA) und André Greipel (LTB) das Rennen kurzzeitig unterbrechen und gerieten damit in Rückstand auf das Hauptfeld. Der Vorsprung der Ausreißer wuchs auf etwa 2:30 min an. Auf Kilometer 85 stürzte Chris Froome erneut, dabei verletzte er sich am Arm und konnte das Rennen nicht fortsetzen. Damit stand die Sky-Mannschaft nun ohne ihren Kapitän und Titelverteidiger da.

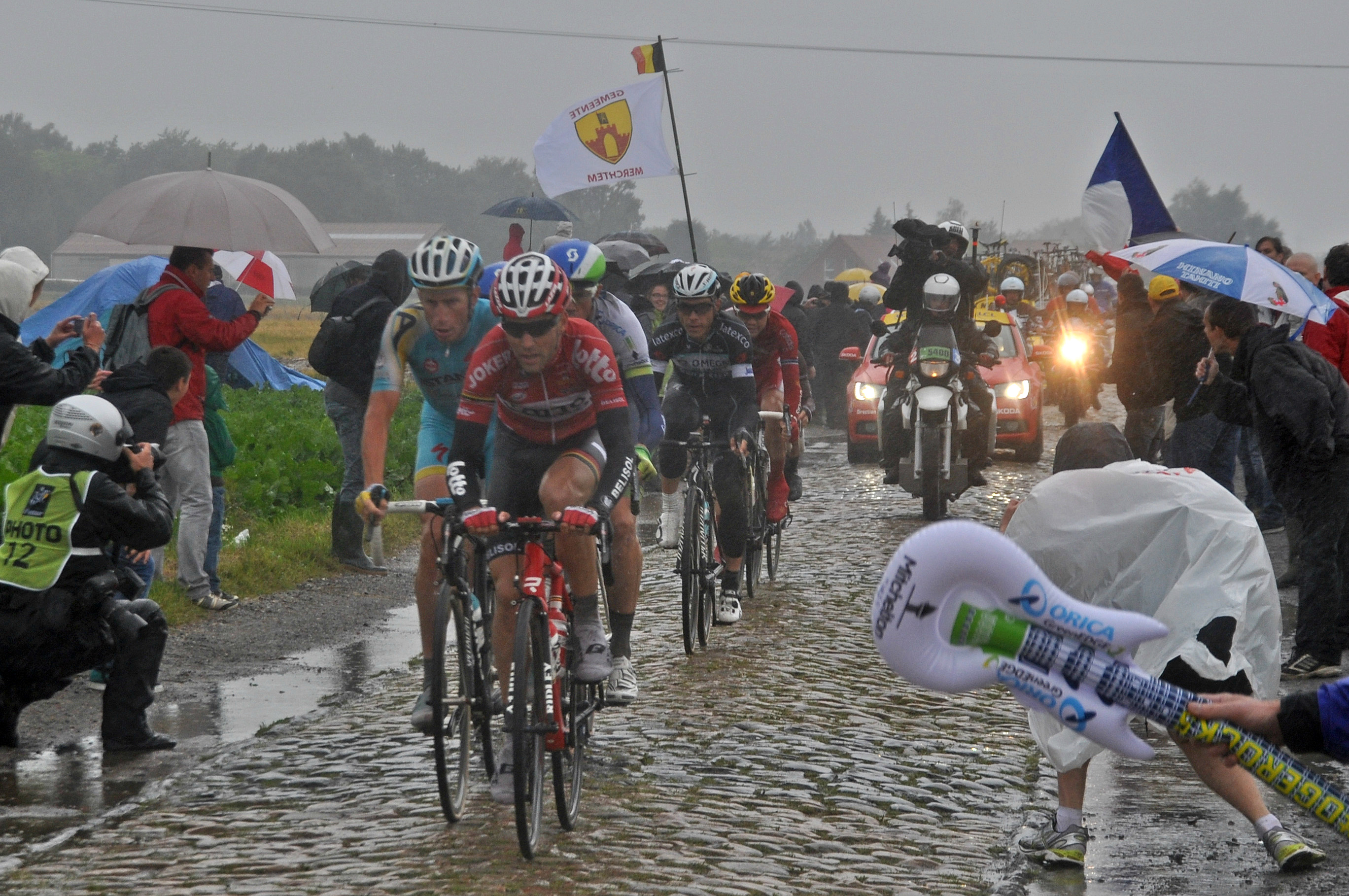
Spitzengruppe auf dem Pavé Gruson von Gruson in Richtung Carrefour de l’Arbre.

Das Hauptfeld war inzwischen durch viele Stürze zerfallen, noch bevor das erste Mal Kopfsteinpflaster befahren wurde. Im vorderen Peloton fuhren die Trikotträger in einer etwa 40 Mann großen Gruppe, dahinter waren unter anderem Alejandro Valverde (MOV) und Michał Kwiatkowski (OPQ) zurückgefallen und versuchten nun, wieder heranzufahren. Kurz vor dem Zwischensprint, den Westra gewann, hatten die Ausreißer 1:40 min Vorsprung auf die Verfolgergruppe um Nibali, Contador und Sagan. Die hintere Gruppe schloss nun langsam wieder auf. Auf dem nächsten Pflasterabschnitt konnten Nibali, Sagan und Talansky die Konkurrenten van Garderen und Contador etwas distanzieren, letzterer hatte etwa 45 Sekunden Rückstand auf den Gesamtführenden. Nibali lag wiederum etwa 40 Sekunden hinter den Ausreißern zurück.
Etwa 41 Kilometer vor dem Ziel konnten sich Sep Vanmarcke und Lars Boom aus der Belkin-Mannschaft absetzen und nahmen zu zweit die Verfolgung der sieben Führenden auf. Gleichzeitig schloss die Gruppe um Nibali, Kwiatkowski, Fuglsang und Sagan immer weiter auf. 28 Kilometer vor dem Ziel waren die Führenden eingeholt. Contador und van Garderen lagen unterdessen bereits über eine Minute zurück. Zwölf Kilometer vor Schluss attackierten die drei Astana-Fahrer Westra, Nibali und Fuglsang aus der Spitzengruppe heraus, Lars Boom folgte ihnen. Westra fiel wenig später aus der Gruppe heraus, in Front lagen nun noch drei Fahrer, von denen Boom das Tempo machte. Er konnte sich etwas von Nibali und Fuglsang absetzen und gewann die Etappe schließlich mit 19 Sekunden Vorsprung auf die beiden Verfolger.
Andrew Talansky kam mit 2:22 min, Alejandro Valverde, Thibaut Pinot und Rui Costa mit 2:28 min Rückstand ins Ziel, Alberto Contador verlor 2:54 min. Fränk Schleck lag rund acht Minuten hinter Boom, auch Daniel Navarro und Joaquim Rodríguez verloren erneut viel Zeit.

## Aufgaben
- Chris Froome (SKY): Aufgabe während der Etappe

## Punktewertungen
| Zwischensprint in Templeuve nach 97 km auf 37 m |             |                            |         |
| 1.                                              | Niederlande | Lieuwe Westra (AST)        | 20 Pkt. |
| 2.                                              | Australien  | Simon Clarke (OGE)         | 17 Pkt. |
| 3.                                              | Australien  | Mathew Hayman (OGE)        | 15 Pkt. |
| 4.                                              | Deutschland | Tony Martin (OPQ)          | 13 Pkt. |
| 5.                                              | Frankreich  | Samuel Dumoulin (ALM)      | 11 Pkt. |
| 6.                                              | Estland     | Rein Taaramäe (COF)        | 10 Pkt. |
| 7.                                              | Frankreich  | Tony Gallopin (LTB)        | 9 Pkt.  |
| 8.                                              | Slowakei    | Peter Sagan (CAN)          | 8 Pkt.  |
| 9.                                              | Polen       | Maciej Bodnar (CAN)        | 7 Pkt.  |
| 10.                                             | Slowenien   | Kristijan Koren (CAN)      | 6 Pkt.  |
| 11.                                             | Belgien     | Sep Vanmarcke (BEL)        | 5 Pkt.  |
| 12.                                             | Litauen     | Ramūnas Navardauskas (GRS) | 4 Pkt.  |
| 13.                                             | Danemark    | Lars Bak (LTB)             | 3 Pkt.  |
| 14.                                             | Ukraine     | Andrij Hrywko (AST)        | 2 Pkt.  |
| 15.                                             | Niederlande | Sebastian Langeveld (GRS)  | 1 Pkt.  |

| Etappenziel in Arenberg-Porte du Hainaut nach 155,5 km auf 35 m |             |                          |         |
| 1.                                                              | Niederlande | Lars Boom (BEL)          | 30 Pkt. |
| 2.                                                              | Danemark    | Jakob Fuglsang (AST)     | 25 Pkt. |
| 3.                                                              | Italien     | Vincenzo Nibali (AST)    | 22 Pkt. |
| 4.                                                              | Slowakei    | Peter Sagan (CAN)        | 19 Pkt. |
| 5.                                                              | Schweiz     | Fabian Cancellara (TFR)  | 17 Pkt. |
| 6.                                                              | Belgien     | Jens Keukeleire (OGE)    | 15 Pkt. |
| 7.                                                              | Polen       | Michał Kwiatkowski (OPQ) | 13 Pkt. |
| 8.                                                              | Niederlande | Lieuwe Westra (AST)      | 11 Pkt. |
| 9.                                                              | Italien     | Matteo Trentin (OPQ)     | 9 Pkt.  |
| 10.                                                             | Frankreich  | Cyril Lemoine (COF)      | 7 Pkt.  |
| 11.                                                             | Russland    | Alexander Porsew (KAT)   | 6 Pkt.  |
| 12.                                                             | Australien  | Mathew Hayman (OGE)      | 5 Pkt.  |
| 13.                                                             | Belgien     | Sep Vanmarcke (BEL)      | 4 Pkt.  |
| 14.                                                             | Belgien     | Jan Bakelants (OPQ)      | 3 Pkt.  |
| 15.                                                             | Australien  | Mark Renshaw (OPQ)       | 2 Pkt.  |